# Aareaberg
De Aareaberg, Zweeds: Aareavaara, is een berg in Zweden. De berg ligt in de gemeente Pajala, maar is niet meer dan een pukkel binnen een groot gebied met moeras. De Aarearivier moet om de Aareaberg en kan dan pas naar de Muonio door. Het dorp Aareavaara ligt op de helling aan het noordoosten van de berg, op minder dan een kilometer van de grens met Finland en verder liggen er de Aareavallei, het Aareameer en het Kleine Aareameer in de omgeving.